# Labeobarbus progenys
Labeobarbus progenys  es una especie de peces de la familia Cyprinidae, orden Cypriniformes.
Son peces dulceacuícolas de Camerún y Congo que pueden llegar alcanzar los 18 cm de longitud total.